# Burttia prunoides
Burttia prunoides là một loài thực vật có hoa trong họ Connaraceae. Loài này được Baker f. & Exell mô tả khoa học đầu tiên năm 1931.